# 对甲酚
对甲酚即4-甲基苯酚，是一种有机化合物，化学式为C7H8O，它是甲酚的同分异构体之一。它可由甲苯磺化碱熔法、甲苯氧化法等方法合成。
它是重要的化工原料，可用于合成香兰素、3,4,5-三甲氧基苯甲醛等化合物。